# Station Leszczyny
Station Leszczyny is een spoorwegstation in de Poolse plaats Leszczyny in de gemeente Czerwionka-Leszczyny.